# Simulium kurense
Simulium kurense är en tvåvingeart som beskrevs av Rubtsov och Dzhafarov 1951. Simulium kurense ingår i släktet Simulium och familjen knott. Inga underarter finns listade i Catalogue of Life.